# Musée de la ville de Tunis
 (août 2019).
Si vous disposez d'ouvrages ou d'articles de référence ou si vous connaissez des sites web de qualité traitant du thème abordé ici, merci de compléter l'article en donnant les références utiles à sa vérifiabilité et en les liant à la section « Notes et références ».
Le musée de la ville de Tunis est un musée tunisien ouvert en 1999[réf. nécessaire] dans le palais Kheireddine, un ancien palais de la médina de Tunis situé non loin du quartier de la Hafsia, sur la place du Tribunal.

## Histoire
À la suite du classement comme monument historique du palais Kheireddine par le décret du 19 octobre 1992, la municipalité de Tunis créé le musée de la ville de Tunis en 1999 dans l'aile nord située sur la place du Tribunal.
Ce musée accueille régulièrement des expositions.